# Bałkanski
Bałkanski (bułg. Балкански) – wieś w Bułgarii, w obwodzie Razgrad, w gminie Razgrad. W 2023 roku liczyła 264 mieszkańców.